# Ochthephilum
Ochthephilum är ett släkte av skalbaggar som beskrevs av Stephens 1829. Ochthephilum ingår i familjen kortvingar.
Kladogram enligt Dyntaxa:
| Ochthephilum | \| \| Ochthephilum collare \| \| \| \| \| \| Ochthephilum fracticorne \| \| \| \| |
|              | \| \| Ochthephilum collare \| \| \| \| \| \| Ochthephilum fracticorne \| \| \| \| |
|              | Ochthephilum collare                                                              |
|              |                                                                                   |
|              | Ochthephilum fracticorne                                                          |
|              |                                                                                   |